# Joachim Reinhold von Glasenapp
Joachim Reinhold von Glasenapp, ab 1746 Baron von Glasenapp (* 1717 in Wardin, Pommern; † um 1800 in Köln?) war ein pommerscher Oberstleutnant und Gründer des Regiments Frei-Husaren Glasenapp. Er heiratete Ende 1746 Anna Elisabeth „Louise“ Baronesse von Hundt (* 1724?, † ?), aus einem alten niederrheinischen Adelsgeschlecht.

## Leben
Geboren als Sohn von Joachim Melchior von Glasenapp diente er ab seinem dreizehnten Lebensjahr als Leibpage im Kadettenkorps des preußischen Königs Friedrich II. Im Jahr 1740 wurde er zum Fähnrich ernannt und kam in das Infanterieregiment Jung-Tresckow Nr. 32. 1743 besuchte er Schloss Holtmühle in Tegelen. Dort verliebte er sich in Louise von Hundt zur Busch. Sie heirateten am 9. Januar 1747 in Minden. Am 23. Juli 1745 wurde er Seconde-Lieutenant und diente 17 Jahre, auch als Adjutant des Generals von Wallrawe.
Am 31. Mai 1751 floh er wegen eines Duells, und drohender Festungshaft in der Stadt Neiße. 1757 war er wieder zurück in Tegelen und errichtete die Frei-Husaren von Glasenapp. Nach einem kurzen Intermezzo bei den Sachsen, trat er in französischen Diensten dem Fischerschen Freikorps bei, wo er als Rittmeister der Husaren in Nordhausen vom 15. bis 19. September 1757 erschien. Er soll mit seinen ersten Husaren an der Schlacht bei Krefeld am 23. Juni 1758 teilgenommen haben.
Im Jahr 1760, nachdem von Glasenapp aus französischen Diensten ausgeschieden war, stellte er sich, inzwischen als Major, in den Dienst des württembergischen Herzogs Carl Eugen, zusammen mit seinen Freihusaren, die er auf seinen Gütern in den Niederlanden angeworben hatte. Sie bestanden neben den Husaren aus Dragonern und Jägern zu Pferd und bildeten eine leichte Brigade. Von Friedrich II. durfte Joachim als Chef am 21. Dezember 1760 fünf Eskadronen von Glasenapp Frei-Dragoner errichten, dies in Stolberg und Nordhausen. Es waren insgesamt 591 Dragoner (500 Dragoner, 21 Offiziere, 50 Unteroffizier, 15 Trompeter und 5 Fahnenschmiede). Dazu kamen die übrig gebliebenen alten 68 Husaren. Kommandeur der Frei-Husaren und Frei-Dragoner wurde Major von Selchow.
Am 1. Mai 1762 kam es zu einem schweren Kampf bei Rötha. Major und Chef von Glasenapp warf mit 200 Reitern, die österreichischen Truppen unter Marschall von Luszinsky zurück. Das Regiment verlor aber einen Offizier, 46 Dragoner und Husaren und 15 Pferde. Joachim von Glasenapp wurde selbst verwundet und fast gefangen genommen. Die Frei-Husaren und Frei-Dragoner von Glasenapp kämpften im Siebenjährigen Krieg in Krefeld, Geldern, Frankenhausen, Wolfenbüttel, Leipzig, Nordhausen, Rötha, Meißen und Freiberg.
Die ersten Husaren sollen aus liederlichem Gesindel bestanden haben, aber später sollen sie sehr gute Dienste geleistet haben (Husarenbuch von Graf zur Lippe). Friedrich der Große äußerte sich nicht sehr lobend über die Frei-Husaren und Frei-Dragoner. Über Joachim von Glasenapp soll er aber gesagt haben „Als Soldat ist er beliebt und sehr geschätzt, er ist leichtlebig, genial, schneidig und tapfer ein echter Kriegsheld.“
Nach Kriegsende wurde das Freiregiment am 31. März 1763 aufgelöst und die Mannschaften wurden in der Schlesischen Kavallerie untergebracht. Joachim Reinhold von Glasenapp ging, nachdem er achtzehn Jahre und zehn Monate gedient hatte und dabei neunmal verwundet worden war, zurück auf seine Güter in den Niederlanden. Der angeheiratete Besitz in Tegelen (Geldern) und sein eigener in Pommern waren sehr groß und bedeutend, immerhin war es ihm möglich ein Husaren- besonders ein Dragonerkorps von fünf Schwadronen auf seine Kosten zu errichten und zu unterhalten. Außerdem soll er das „Gerechtsame“ Münzen zu schlagen gehabt haben. So sollen in der Gegend um Venlo und in Geldern sogenannte „Glasenäppkens“ in Umlauf gewesen sein.